# Бангладешские скауты
Бангладешские скауты (бенг. বাংলাদেশ স্কাউটস) — бангладешская скаутская организация со штаб-квартирой в Дакке. Входит в состав Всемирной организации скаутского движения.

## История
Ассоциация бойскаутов Бангладеш была создана в 1972 году, после девятимесячной народно-освободительной войны, в качестве преемника ассоциации бойскаутов Восточного Пакистана. Премьер-министр Революционного правительства независимого Бангладеш, Таджуддин Ахмед стал первым президентом Ассоциации. Али Назир стал первым народным комиссаром ассоциации бойскаутов Бангладеш. В этом же году скаутинг официально признаётся правительством Бангладеш и получает господдержку. Ассоциация бойскаутов Бангладеш стала 105-членом Всемирной организации скаутского движения в 1974 году. 
В 1978 году Ассоциация бойскаутов Бангладеш изменила своё название на «Бангладешские скауты». В этом же году Нурулислам Шамс был назначен народным комиссаром скаутов Бангладеш. Затем, эта должность была переименована на «главный народный комиссар». После смерти Нурулислама Шамса в 1980 году, Монзур Карим стал главой бангладешских скаутов. В 2000 году Монзура избрали президентом организации, а Фазлур Рахман был назначен главным комиссаром скаутов. После того как Мансур Карим ушёл в отставку с поста президента, Шах Мухаммед Фарид занял должность. 
Главный народный комиссар является главой исполнительной власти Бангладешских скаутов. Девушки получили возможность стать скаутом с 1994 года. По оценкам 2005 года, в Бангладешских скаутах числится 1 000 000 человек. Одним из видных деятелей скаутского движения является Хабибул Алам.